# Список актёров и персонажей телесериала «Даллас»
«Даллас» (англ. Dallas) — американская телевизионная «мыльная опера», транслировавшаяся каналом CBS в прайм-тайм со 2 апреля 1978 по 3 мая 1991 года. Сериал повествует о состоятельной техасской семье Юингов, представители которой занимаются бизнесом в сельском хозяйстве и нефтедобыче. «Даллас» положил начало моде на телевизионные клиффхэнгеры, а его рекламный лозунг Who shot J. R.? привлёк к экранам рекордные 83 млн зрителей, то есть 76 % населения США. Дополнительную известность сериалу принёс возмутивший многих зрителей девятый сезон — «Сезон-сон», действие которого разворачивалось в альтернативной вселенной, в мечтах одного из персонажей.
На протяжении всех тринадцати лет показа «Далласа» центральную роль жадного и коварного нефтяного магната Дж. Р. Юинга исполнял актёр Ларри Хэгмэн. Сериал номинировался на премию «Эмми» более двадцати раз, завоевав четыре награды; в частности, в категории «Лучшая женская роль в драматическом телесериале» была отмечена Барбара Бел Геддес за роль Мисс Элли. Успех сериала породил франшизу: под названием «Даллас» впоследствии вышли видеоигра, серия книг, комиксы, фильм-приквел, несколько фильмов-сиквелов, а также спин-офф под названием «Тихая пристань», стартовавший в 1979 году и завершившийся в 1993, который, как и оригинальный сериал, длился четырнадцать сезонов.
В 2010 году кабельный телеканал TNT начал работу над продолжением «Далласа». Премьера одноимённого проекта, в котором оказались задействованы ведущие актёры оригинального сериала (Ларри Хэгмэн, Линда Грей и Патрик Даффи), состоялась 13 июня 2012 года.

## Регулярный состав
|  | Регулярно (перечисляются во вступительной заставке)  |
|  | Полу-регулярно (перечисляются как «Также снимались») |
|  | Специально приглашённые звёзды                       |
|  | Приглашённые звёзды / Фоновые персонажи              |
|  | Не появляется                                        |

### Основной регулярный состав
| Актёр                  | Роль                  | Первое появление | Количество эпизодов | Сезоны | Сезоны | Сезоны | Сезоны | Сезоны | Сезоны | Сезоны | Сезоны | Сезоны | Сезоны | Сезоны | Сезоны | Сезоны | Сезоны |
| Актёр                  | Роль                  | Первое появление | Количество эпизодов | 1      | 2      | 3      | 4      | 5      | 6      | 7      | 8      | 9      | 10     | 11     | 12     | 13     | 14     |
| ---------------------- | --------------------- | ---------------- | ------------------- | ------ | ------ | ------ | ------ | ------ | ------ | ------ | ------ | ------ | ------ | ------ | ------ | ------ | ------ |
| Барбара Бел Геддес     | Мисс Элли Юинг Фэрроу | 1x01             | 304                 |        |        |        |        |        |        |        |        |        |        |        |        |        |        |
| Джим Дэвис             | Джок Юинг             | 1x01             | 77                  |        |        |        |        |        |        |        |        |        |        |        |        |        |        |
| Лесли-Энн Даун         | Стефани Роджерс       | 13x15            | 13                  |        |        |        |        |        |        |        |        |        |        |        |        |        |        |
| Патрик Даффи           | Бобби Юинг            | 1x01             | 327                 |        |        |        |        |        |        |        |        |        |        |        |        |        |        |
| Кимберли Фостер        | Мишель Стивенс        | 11x06            | 51                  |        |        |        |        |        |        |        |        |        |        | [ 11 ] |        |        |        |
| Линда Грей             | Сью Эллен Юинг        | 1x01             | 308                 |        |        |        |        |        |        |        |        |        |        |        |        |        |        |
| Ларри Хэгмэн           | Джей Ар Юинг          | 1x01             | 357                 |        |        |        |        |        |        |        |        |        |        |        |        |        |        |
| Сьюзан Ховард          | Донна Калвер Креббс   | 2x22             | 198                 |        |        |        |        |        |        |        |        |        |        |        |        |        |        |
| Стив Кэнэли            | Рэй Креббс            | 1x01             | 286                 |        |        |        |        |        |        |        |        |        |        |        |        |        |        |
| Ховард Кил             | Клейтон Фэрроу        | 4x16             | 266                 |        |        |        |        |        |        |        |        |        |        |        |        |        |        |
| Джордж Кеннеди         | Картер Маккей         | 12x01            | 76                  |        |        |        |        |        |        |        |        |        |        |        |        |        |        |
| Кен Керчевал           | Клифф Барнс           | 1x01             | 344                 |        |        |        |        |        |        |        |        |        |        |        |        |        |        |
| Саша Митчелл           | Джеймс Бомонт         | 13x05            | 46                  |        |        |        |        |        |        |        |        |        |        |        |        |        |        |
| Кэти Подвелл           | Кэлли Харпер Юинг     | 12x03            | 71                  |        |        |        |        |        |        |        |        |        |        |        |        |        |        |
| Присцилла Бьюли Пресли | Дженна Уэйд Креббс    | 7x07             | 144                 |        |        |        |        |        |        |        |        |        |        |        |        |        |        |
| Виктория Принсипал     | Памела Барнс Юинг     | 1x01             | 251                 |        |        |        |        |        |        |        |        |        |        |        |        |        |        |
| Дэк Рэмбо              | Джек Юинг             | 8x26             | 51                  |        |        |        |        |        |        |        |        |        |        |        |        |        |        |
| Донна Рид              | Мисс Элли Юинг Фэрроу | 8x07             | 24                  |        |        |        |        |        |        |        |        |        |        |        |        |        |        |
| Барбара Сток           | Лиз Адамс             | 5x08             | 28                  |        |        |        |        | [ 12 ] |        |        |        |        |        |        |        |        |        |
| Шарлин Тилтон          | Люси Юинг             | 1x01             | 246                 |        |        |        |        |        |        |        |        |        |        |        |        |        |        |
| Шири Дж. Уилсон        | Эйприл Стивенс Юинг   | 10x06            | 128                 |        |        |        |        |        |        |        |        |        |        |        |        |        |        |

### Регулярный состав второго уровня
Регулярный состав второго уровня (в титрах как англ. Also starring), перечисляются в алфавитном порядке:
- Кристофер Аткинс — Питер Ричардс (27 эпизодов, сезон 7)
- Джон Бек — Марк Грейсон (67 эпизодов, сезоны 6-7 и 9)
- Морган Бриттани — Кэтрин Вентворт (56 эпизодов, сезоны 5-8 и 11)
- Барбара Каррера — Анжелика Ниро (25 эпизодов, 9 сезон)
- Мэри Кросби — Кристин Шепард (28 эпизодов, сезоны 3-4 и 14)
- Барбара Иден — Лиэнн де Ла Вега (5 эпизодов, сезон 14)
- Сьюзан Флэннери — Лесли Стюарт (11 эпизодов, сезон 4)
- Стив Форрест — Бен Стивенс (3 эпизода, 9 сезон) и Уэс Пармел (12 эпизодов, 1 сезон)
- Джон Харкинс — Контролер (4 эпизодов, сезон 14), судья Джей Поттер (1 эпизод, сезон 2)
- Дженили Харрисон — Джейми Юинг Барнс (70 эпизодов, сезоны 8-10)
- Гейл Ханникат — Ванесса Бомонт (13 эпизодов, сезоны 12-14)
- Клифтон Джеймс — Дюк Карлайл (4 эпизода, сезон 14)
- Карен Копинс — Кей Ллойд (12 эпизодов, сезоны 11 и 13)
- Одри Ландерс — Эфтон Купер (84 эпизода, сезоны 4-8 и 12-13)
- Сьюзан Луччи — Хиллари Тейлор / Шейла Фоли (6 эпизодов, 14 сезон)
- Джаред Мартин — Стивен «Дасти» Фэрроу (34 эпизода, сезоны 3-6, 8-9 и 14)
- Ли МакКлоски — Митч Купер (46 эпизодов, сезоны 4-5, 8 и 12)
- Иэн МакШейн — Дон Локвуд (13 эпизодов, сезон 12)
- Тимоти Патрик Мерфи, как Микки Троттер (26 эпизодов, сезоны 6-7)
- Присцилла Пойнтер — Ребекка Барнс Вентворт (44 эпизода, сезоны 4-6)
- Рэндольф Пауэлл — Алан Бам (18 эпизодов, сезоны 3-4)
- Денвер Пейл — Блэки Каллахан (2 эпизода, Сезон 13)
- Берт Ремсен — Гаррисон «Денди» Дэндридж (10 эпизодов, 11 сезон)
- Джек Скалиа — Николас Пирс (29 эпизодов, сезоны 11 и 14)
- Дебора Шелтон — Мэнди Уингер (63 эпизода, сезоны 8-10)
- Марк Сингер — Мэтт Кантрелл (12 эпизодов, 9 сезон)
- Алексис Смит — леди Джессика Монфорд (11 эпизодов, сезоны 7 и 13)
- Уильям Смитерс — Джереми Уэнделл (50 эпизодов, сезоны 4-5 и 8-12)
- Эндрю Стивенс — Кейси Денаюлт (33 эпизода, сезоны 11-12)
- Ли Тейлор-Янг — Кимберли Крайдер (20 эпизодов, сезоны 11-12)
- Бет Туссэн — Трейси Лотон (17 эпизодов, сезоны 12-13)
- Кинан Уинн — Уиллард «Диггер» Барнс (10 эпизодов, сезон 3)

## Специально приглашённые звёзды
Специально приглашённые звёзды (в титрах как англ. Special guest star):
- Джон Андерсон — Герберт Стили (7 эпизодов, 11-й сезон) и Ричард Макинтайр (2 эпизода, 6 сезон)
- Джоанна Кэссиди — Салли Буллок (2 эпизода, сезон 4)
- Барри Корбин — Шериф Фентон Уэшбурн (9 эпизодов, сезоны 3, 5-7)
- Генри Дарроу — Гарсия (2 эпизода, 6 сезон)
- Говард Дафф — Генри Гаррисон О’Делла (2 эпизода, 11 сезон)
- Стивен Эллиотт — Скотти Димарест (14 эпизодов, сезоны 3, 8 и 10)
- Мел Феррер — Гаррисон Пейдж (2 эпизода, сезон 3)
- Энн Фрэнсис — Арлисса Купер (4 эпизода, сезон 4)
- Джоэл Грей — Адам (2 эпизода, Сезон 14)
- Николас Хэммонд — Билл Джонсон (3 эпизода, 6 сезон)
- Глория Генри — миссис Оуна Эвандер (2 эпизода, сезон 13)
- Монти Маркхэм — Клинт Огден (9 эпизодов, сезон 4)
- Джон Макинтайр — Сэм Калвер (1 эпизод, сезон 2)
- Дональд Моффат — Оливер Брукс (3 эпизода, 6 сезон)
- Тина Луиз — Джули Грэй (5 эпизодов, сезоны 1 и 2)
- Барри Нельсон — Артур Элдор (3 эпизода, сезон 5)
- Дэниэль Пилон — Налдо Маршетта (9 эпизодов, сезоны 7-8)
- Дон Портер — Мэтт Девлин (4 эпизода, сезон 3)
- Уильям Принц — Алекс Гарретт (5 эпизодов, 9 сезон)
- Дейл Робертсон — Фрэнк Кручер (5 эпизодов, 6 сезон)
- Марта Скотт — Патриция Шепард (10 эпизодов, сезоны 2-3 и 9)
- Тэд Шакелфорд — Гэри Юинг (9 эпизодов, сезоны 3-6, 9 и 14)
- Джоан Ван Арк — Вэлин Юинг (8 эпизодов, сезоны 2-5 и 14)
- Дэвид Уэйн — Уиллард «Диггер» Барнс (4 эпизода, сезоны 1-2)

## Приглашённые актёры
Приглашённые звёзды (в титрах как англ. Guest stars), перечисляются в алфавитном порядке:
- Майкл Олдредж — Дон Хортон (3 эпизода, сезон 4), Стив Джексон (4 эпизода, Сезон 8) и Рэй Кинг (2 эпизода, Сезон 14)
- Барбара Бэбкок — Лиз Крейг (16 эпизодов, сезоны 2-5)
- Стефани Блэкмор — Серена Вэлд (20 эпизодов, сезоны 3, 5-8, 11 и 13)
- Мартин Э. Брукс — Эдгар Рэндольф (10 эпизодов, сезоны 7-8)
- Берк Бирнс — Пит Адамс (9 эпизодов, сезоны 8-9)
- Джордж Чакирис — Николас (11 эпизодов, 9 сезон)
- Лоис Чайлз — Холли Харвуд (25 эпизодов, сезоны 6-7)
- Джефф Купер — доктор Саймона Эллби (19 эпизодов, сезоны 3-4)
- Гленн Корбетт — Пол Морган (18 эпизодов, 7 сезонов и 9-11)
- Карлене Крокетт — Мюриэль Гиллис (12 эпизодов, сезоны 2-6)
- Джоэл Фабиани — Алекс Уорд (8 эпизодов, сезон 4)
- Ферн Фитцджеральд — Мэрили Стоун (73 эпизодов, сезоны 2-13)
- Том Факкилло — Дэйв Калвер (35 эпизодов, сезоны 3-6, 8, 10-11 и 13-14)
- Джери Гайли — Роуз Дэниелс Маккей (20 эпизодов, сезоны 12-14)
- Джонатан Голдсмит — Джо Смит (3 эпизода, сезон 5) и Брюс Харви (16 эпизодов, сезоны 10 и 12)
- Лоуренс Хэддон — Франклин Хорнер (17 эпизодов, сезоны 4-6 и 9-10)
- Джошуа Харрис — Кристофер Юинг (112 эпизодов, сезоны 9-14)
- Арт Хиндл — Джефф Фэррэдей (11 эпизодов, сезон 5)
- Элис Хирсон — Мэвис Андерсон (26 эпизодов, сезоны 6-7 и 10-11)
- Дейрдре Имершен — Джори Тейлор (8 эпизодов, сезон 14)
- Барри Дженнер — Джерри Кендерсон (25 эпизодов, сезоны 7-9)
- Омри Кац — Джон Росс Юинг III (152 эпизода, сезоны 7-14)
- Кеннет Кимминс — Маклиш Торнтон (11 эпизодов, сезоны 6-7)
- Фредрик Лене — Эдди Кронин (19 эпизодов, Сезон 8)
- Шэлейн МакКолл — Чарли Уэйд (102 эпизода, сезоны 7-11)
- Дерек Макграт — Освальд Валентайн (15 эпизодов, сезоны 10-11)
- Джим Макмаллан — Эндрю Даулинг (14 эпизодов, 10 сезон)
- Деннис Патрик — Вон Леланд (19 эпизодов, сезоны 3, 5 и 7-8)
- Дж. Эдди Пек — Томми Маккей (13 эпизодов, сезоны 12-13)
- Джордж О. Петри — Харв Смитфилд (54 эпизода, сезоны 3-14)
- Кейт Рид — Лил Троттер (17 эпизодов, сезоны 6-7 и 9)
- Дебора Реннард — Слай Ловегрен (188 эпизодов, сезоны 5-14)
- Дон Старр — Джордан Ли (89 эпизодов, сезоны 2-14)
- Эми Сток — Лиза Алден (16 эпизодов, 11 сезон)
- Дебора Трэнелли — Филлис Уопнер (147 эпизодов, сезоны 4-14)
- Мерет Ван Камп — Грейс Ван Оуэн (17 эпизодов, 9 сезон)
- Хантер фон Лир — Б.Д Калхун (10 эпизодов, 10 сезон)
- Майкл Уилдингом — Алекс Бартон (9 эпизодов, сезон 13)
- Рэй Уайз — Блэр Салливан (8 эпизодов, сезоны 5-6)
- Морган Вудворд — Марвин «Пинк» Андерсон (55 эпизодов, сезоны 4-11)
- Гретхен Уайлер — Дагмара Конрад (8 эпизодов, сезон 5)
- Кэтлин Йорк — Бетти (10 эпизодов, Сезон 8)
- Джон Заремба — Харлен Дэнверс (13 эпизодов, сезоны 2-3 и 5-10)

## Персонажи

### Основные персонажи

#### Лиз Адамс
Лиз Адамс (англ. Liz Adams) — персонаж американского телесериала «Даллас». Роль Лиз исполнила актриса Барбара Сток в двух последних сезонах. Сток была последним актёром, присоединившимся в регулярном статусе в течение четырнадцатого сезона.

##### Сюжетные линии
Богатая Лиз Адамс прибывает в Даллас как старый друг Бобби Юинга и знакомится с Клиффом Барнсом. Её недавно умерший брат оставил Лиз свою нефтяную компанию, и она хочет её продать. Клифф пытается убедить её остаться в Далласе и встретиться с боссом WestStar Картером Маккейем. Лиз и Картер мгновенно узнают друг друга и Лиз говорит Клиффу, что она знала Картера, когда жила в Нью-Йорке, но его имя было не Картер Маккей. Позже, Маккей и Лиз приходят к взаимному соглашению не обсуждать своё прошлое и теперь они оба в Далласе.
Позже выясняется, что Лиз и Картер сотрудничали при поимке опасного преступника известного как танцор Джонни. Лиз была правительственным агентом и его подругой, а когда её начальство начало давить на неё, Лиз подчиняется, но Джонни был убит. Лиз, Картер и Клифф становятся подозреваемыми в убийстве. Когда Картер был арестован и обвинён в убийстве Джонни, Клифф признаёт, что он убил Джонни в целях самообороны. Позже Лиз продаёт её нефтяную компанию Джей Ару, в обмен на получение Клиффом работы в Вашингтоне, однако, когда Клифф обнаруживает это, он расстаётся с Лиз, и она исчезает из Далласа.
Барбара Сток ранее появилась в «Далласе» в роли Хизер Уилсон в двух эпизодах пятого сезона.

#### Джеймс Бомонт
Джеймс Бомонт (англ. James Beaumont) — персонаж американского телесериала «Даллас». Роль Джеймса сыграл актёр-фотомодель Саша Митчелл в тринадцатом и четырнадцатом сезонах сериала.
Саша Митчелл получил роль благодаря своим внешним данным, подходящим под описание Джеймса Бомонта, который является сыном Джей Ара и Ванессы Бомонт. Джеймс приехал в Даллас, чтобы искать отца, которого он никогда не знал. Он застал Юингов врасплох, когда объявил, что является сыном Джей Ара прямо во время обеда. Джей Ар принял Джеймса, но не доверял ему, а тот спал тем временем с Мишель Стивенс. С целью отомстить отцу, Джеймс вступил в сговор с молодой женой Джей Ара — Кэлли Харпер Юинг.
Джеймс позже женился на Мишель Стивенс, но позже узнал, что его брак с первой женой Деброй Линн не был официально расторгнут. Она тем временем родила ему ребёнка, и он аннулировал брак с Мишель. В конце сериала он переехал с Деброй и Джимми на Восток страны, чтобы избежать контроля Джей Ара.
Джеймс не фигурирует в сериале 2012 года и после смерти Джей Ара не указывается в его завещании.

#### Донна Калвер Креббс
Донна МакКаллум Калвер Креббс Даулинг (англ. Donna McCullum Culver Krebbs Dowling) — персонаж американского телесериала «Даллас». Роль Донны исполняла Сьюзан Ховард с 1979 по 1987 год.

##### Кастинг и история развития
Номинант на премию «Эмми», Сьюзан Ховард присоединилась к сериалу в 1979 году в повторяющемся статусе. Она периодически появлялась во втором, третьем и четвёртом сезонах, прежде чем была повышена до основного состава начиная с пятого. Донна была независимой женщиной, что было редкостью на телевидении в тот период, а в 1986 году Сьюзан Ховард выиграла премию «Дайджеста мыльных опер» за лучшую женскую роль в прайм-тайм.
В 1987 году, после восьми лет участия, продюсеры не стали продлевать контракт с Сьюзан Ховард после её нежелания играть их новое сюжетное развитие для Донны после сезона-мечты. Ховард позже обвинила продюсеров в их непринятии её консервативных политических взглядов, связанных с абортами.

##### Сюжетные линии
Донна Калвер была умной и красивой женой Сэма Калвера, бывшего губернатора Техаса. Во время её брака она начала роман с разнорабочим Рэем Креббсом, однако несмотря на их любовь решила остаться с Сэмом, потому что он умирает. После смерти Сэма, Донна и Рэй примирились, однако Донна отвергла его ухаживания, так как ещё прошло слишком мало времени со смерти Сэма. Она позже кратко встречалась с Клиффом Барнсом, но их отношения умерли после её поддержки Бобби Юинга в сенате.
В 1981 году Донна вышла замуж за Рэя и они поселились на ранчо. Рэй, после того как узнал о том, что является сыном Джока, думал, что недостаточно хорош для Донны на фоне Джей Ара и Бобби. После смерти Джока, Рэй начал пить и изменил Донне, однако они оставались в браке.
Донна рассталась с Рэем после нескольких лет, так как хотела начать новую карьеру в нефтяной промышленности. Донна уже после развода оказалась беременна от Рэя. В сезоне-мечте их ребёнок оказался болен синдромом Дауна, и Донна решила оставить эмбрион, несмотря на желание Рэя сделать аборт. На родео, в результате травмы, она теряет ребёнка, и после усыновляет глухого мальчика по имени Тони в 1985 году. Так как весь сезон позже был стёрт и стал печально известен как «сезон-мечта», Донна снова оказалась беременна, но выкидыша не было. Она развелась с Рэем и переехала в Вашингтон, округ Колумбия, где стала лоббистом. За это время она встретила сенатора Андрэ Даулинга, и они начали отношения. Впоследствии она родила дочь Рэя Маргарет в 1987 году, и Донна осталась с ним в дружеских отношениях.

#### Джек Юинг
Джек Юинг (англ. Jack Ewing) — персонаж американского телесериала «Даллас». Роль Джека исполнил актёр Дэк Рэмбо в период между 1985 и 1987 годами.

##### История развития
Джек был бывшим мужем Эйприл Стивенс и прибыл в Даллас, чтобы помочь его двоюродным братьям Джей Ару и Бобби остановить Клиффа Барнса и Джейми Юинг, которые хотели разделить «Юинг Ойл». Джей Ар и Бобби взамен дали Джеку десять процентов акций «Юинг Ойл» в качестве благодарности за помощь.
В «сезоне-мечте», Джек занял место центрального положительного мужского персонажа сериала. Так как он проводил много времени в «Юинг Ойл», Джек стал объектом наблюдения коварной злодейки Анджелики Ниро, которая манипулировала им в своих интересах. Анджелика позже хотела убить его и подложила бомбу в машину, но в неё, вместо Джека, села Джейми, и погибла.
В 1986 году Эйприл Стивенс прибыла в Даллас, чтобы претендовать на половину его акций в «Юинг Ойл». Джек, однако, продал акции ныне покойной Джейми, и заявил в суде, что сделал это назло Эйприл. Она в итоге получила свою долю в компании, а Джек вскоре навсегда покинул Даллас. Так как Дэк Рэмбо умер в 1994 году, персонаж не фигурирует в продолжениях сериала, следовательно род Джейсона Юинга закончился на Джеке.

#### Джок Юинг
Джок Юинг (англ. Jock Ewing) — персонаж американского телесериала «Даллас». Роль Джока исполнил актёр Джим Дэвис в период между 1978 и 1981 годами.

##### История развития
Джим Дэвис был приглашён на роль в конце 1977 года. Во время съёмок четвёртого сезона сериала ему был поставлен диагноз — миеломная болезнь, но актёр продолжал сниматься в шоу вплоть до смерти. Когда болезнь прогрессировала, во многих сценах он в основном сидел и не двигался и носил парик, чтобы скрыть потерю волос из-за химиотерапии. Когда состояние Дэвиса резко ухудшилось продюсеры решили вывести его персонажа из сериала, отправив в поездку. Продюсеры не хотели сразу убивать героя, так как планировали найти другого актёра на эту роль. Тем не менее они пришли к общему мнению, что нет подходящего актёра, который смог бы заменить Дэвиса и уже после его смерти, спустя тринадцать эпизодов, убили его за кадром в авиакатастрофе.
Дэвис был посмертно номинирован на премию «Эмми» за лучшую мужскую роль в драматическом телесериале в 1981 году.
В телефильме 1986 года «Даллас: Ранние годы», роль молодого Джока сыграл Дейл Мидкифф. В том же году в сериал был приглашён Стив Форрест, который сыграл самозванца, выдававшего себя за Джока.

##### Сюжетные линии
Джок родился в 1909 году и в молодости встретил Диггера Барнса, с которым основал их нефтяной бизнес. Когда он встретил Элионор Саутворт, которая встречалась с Диггером, он понял, что хочет заполучить её. Некоторое время спустя Джок подставил Диггера и завладел их компанией, фактически которая была успешна из-за Диггера. Элионор пришлось выйти замуж за Джока, когда Великая депрессия добралась до её семьи.
У Джока и Мисс Элли было трое сыновей: Джей Ар Юинг, Бобби и Гэри. Также у Джока был внебрачный сын Рэй, который родился от Маргарет Хантер. Мисс Элли спустя годы полюбила Джока, и они прожили вместе вплоть до его смерти в 1981 году.
Джок поднял их компанию с Диггером до огромных масштабов и спустя десятилетия она стала крупнейшей нефтедобывающей фирмой в Техасе. В свою очередь, Джок стремился сделать из своего любимого сына Джей Ара копию себя, что и получилось в итоге. В 1977 году Джок ушел на пенсию, и Джей Ар стал его преемником.
Когда в 1981 году Мисс Элли узнала, что Рэй Креббс является незаконнорождённым сыном Джока, их брак потерпел значительные проблемы. Они в итоге помирились и отправились в медовый месяц в Париж. После их возвращения Джока пригласили по работе в Вашингтон, вскоре после чего он отправился в Южную Америку. Во время возвращения из Венесуэлы в Техас, вертолёт Джока столкнулся с маленьким самолётом и приземлился в озеро. Тело Джока так и не было найдено, и в 1982 году он был объявлен мёртвым.

#### Клейтон Фарлоу
Клейтон Фарлоу (англ. Clayton Farlow) — персонаж американского телесериала «Даллас». Роль Клейтона исполнил актёр Ховард Кил в период между 1981 и 1991 годами.

##### История развития
Клейтон Фарлоу был успешным нефтяным магнатом и хозяином ранчо в Техасе. Ховард Кил был приглашён в сериал в феврале 1981 года, а осенью, вскоре после смерти Джима Дэвиса, фактически заменил его в образе старшего мужского персонажа. Он вошёл в круг Юингов благодаря связи Сью Эллен с его сыном (а на самом деле племянником) Дасти. Клейтон вскоре стал другом для внезапно овдовевшей Мисс Элли.
Клейтон и Мисс Элли поженились в 1984 году, несмотря на недовольство Джей Ара. Клейтон ревниво относился в наследию Джока, но Мисс Элли со временем смогла это уладить. Клейтон стал хорошим другом для Рэя и Бобби, но их вражда с Джей Аром продолжалась все последующие годы. В более поздних сезонах он почти изменил Мисс Элли с молодой секретаршей, в точности также как Джок, но они продолжали жить вместе.
В 1990 году Клейтон с Мисс Элли решили покинуть Даллас и отправились в Европу. В последнем сезоне он кратко, без Мисс Элли, вернулся в Даллас, чтобы передать свои права на ранчо Саутфорк Бобби, к большому недовольству Джей Ара.
Клейтон умер вне экрана после сердечного приступа в 1999 году и не участвует в сериале 2012 года.
Ховард Кил появился почти в каждом эпизоде, начиная с восьмого сезона, когда он был повышен до основного состава после четырёх лет в полу-регулярном статусе. Кил пропустил три эпизода в 1986 году, когда ему была сделана операция на сердце.

#### Кэлли Харпер Юинг
Кэлли Харпер Юинг (англ. Cally Harper Ewing) — персонаж американского телесериала «Даллас». Роль Кэлли исполнила актриса Кэти Подвелл в период между 1988 и 1991 годами.

##### История развития
Кэти Подвелл присоединилась к актёрскому составу в двенадцатом сезоне. Она была повышена до основного состава начиная с тринадцатого, а после снялась и в финальном, четырнадцатом сезоне.
В более поздних обзорах, персонаж получил похвалу от критиков, в основном, за комичные моменты и запоминающиеся сцены с Джей Аром. В 1991 году Кэти Подвелл номинировалась на премию «Дайджеста мыльных опер» за лучшую женскую роль в прайм-тайм, но проиграла награду Мишель Ли из сестринского мыла «Тихая пристань».
Кэти Подвелл кратко появилась в обновленом Далласе в эпизоде J.R.'s Masterpiece в марте 2013 года. Персонаж появился в небольшом камео на похоронах Джей Ара.

##### Сюжетные линии
Кэлли работала официанткой в кафе в Арканзасе, когда встретила там Джей Ара и его брата Бобби. Кэлли в итоге спит с Джей Аром и её сумасшедший брат заявляет в полицию об изнасиловании. После того, как Джей Ар выходит из тюрьмы, Кэлли узнает о своей беременности, и ему приходится на ней жениться. Она в итоге едет за ним в Даллас и хочет, чтобы их брак был полноценным, а не формальным.
Так как Джей Ар не хочет иметь ничего общего с Кэлли, она обращается за помощью к его бывшей жене Сью Эллен. Джей Ар вскоре узнает, что Кэлли симулировала беременность, но решает остаться с ней, так как Джон Росс привязался к ней.
Брак Кэлли и Джей Ара был недолгим, и вскоре после их развода она узнаёт, что на самом деле беременна от него. Она хочет уехать из Далласа, и врёт ему, что Джеймс Бомонт является отцом её ребёнка. После того как Джей Ар узнает правду, он решает разыскать Кэлли и находит её во Флориде, где та пытается начать новую жизнь со своим сыном Джастином Рэнди и новым мужчиной. Понимая, что Кэлли счастлива, Джей Ар решает не вмешиваться в её жизнь и возвращается в Даллас.
Кэлли также появляется в финале сериала, который представляет собой эпизод-фантазию.

#### Рэй Креббс
Рэй Креббс (англ. Ray Krebbs) — персонаж американского телесериала «Даллас». Роль Рэя исполняет актёр Стив Кэнэли начиная с 1978 года и вплоть до 1989, после чего неоднократно появляется в сериале, а также в его продолжениях.

##### История развития
Рэй родился 19 октября 1945 года и был воспитан своей матерью Маргарет, прежде чем в пятнадцатилетнем возрасте не был отправлен на ранчо Юингов, чтобы работать разнорабочим.
Рэй тайно встречался с Люси Юинг и работал на Джей Ара, чтобы портить жизнь Бобби и Пэм. Тем не менее он имел доброе сердце и в итоге стал другом Юингов, а в 1980 году оказалось, что он является внебрачным сыном Джока. Этот ход был обусловлен стремлением Кэнэли играть более крупную роль, и, чтобы сохранить персонажа, продюсеры пошли на такой шаг. Вследствие этого Рэй оказался единокровным родственником Люси, и их романтическая сюжетная линия просто была списана из сюжета.
В 1981 году Рэй женился на политике Донне Калвер, однако брак начал разрушаться и в 1985 году они разошлись. Донна узнала, что она была беременна и Рэй пытался примириться с ней, но она отказалась. В 1988 году Рэй женился на Дженне Уэйд, после того, как она родила сына для Бобби. Проблемы с её дочерью сильно мешали их отношениям, и в итоге они отправили её в школу-интернат в Европе. После отправки Чарли в школу-интернат в Европе, Рэй и Дженна решили переехать в Швейцарию на постоянной основе.
В 1991 году Рэй вернулся в заключительном эпизоде сериала. В телефильме 1998 года «Даллас: Война Юингов», Рэй помогает Сью Эллен и Бобби. В сериале 2012 года, Рэй присутствовал на свадьбе Кристофера и Ребекки Саттер, однако место в новом сериале персонаж играет незначительное. Также персонаж кратко появляется в эпизоде J.R.'s Masterpiece в марте 2013 года.
За роль Рэя Креббса, Стив Кэнэли выиграл три премии Дайджест мыльных опер за лучшую мужскую роль в прайм-тайм, в 1984, 1985 и 1988 годах.

#### Картер Маккей
Картер Маккей (англ. Carter McKay) — персонаж американского телесериала «Даллас». Роль Картера исполнил актёр Джордж Кеннеди с 1988 по 1991 год.
Картер Маккей прибыл в Даллас в 1988 году и купил ранчо Рэя Креббса. Картер быстро нажил себе врагов из семьи Юинг, когда во время засухи утверждал, что из-за Саутфорка не мог получать воду для своего скота. Между тем он пытался найти свою дочь Трейси Лотон (Бет Туссэн), которая не хотела иметь ничего общего со своим отцом.
Картер продолжил войну с Юингами, когда его человек чуть не убил Кристофера, сына Бобби. В конце сериала Картер стал главой WestStar.
Хотя, в целом, Картер был классическим злодеем второго плана, он появился в трех последних сезонах оригинального сериала, а после был важной частью телефильмов «Даллас: Джей Ар возвращается» (1996) и «Даллас: Война Юингов» (1998).

#### Стефани Роджерс
Стефани Роджерс (англ. Stephanie Rogers) — персонаж американского телесериала «Даллас». Роль Стефани исполнила британская актриса Лесли-Энн Даун в начале 1990 года.
Лесли-Энн Даун была приглашена в «Даллас» с целью вернуть аудиторию угасающего шоу в середине тринадцатого сезона. Даун подписалась на ограниченные десять недель съемок, за которые получила внушительные 250 тысяч долларов. Таким образом, Лесли-Энн Даун оказалась самой недолго снимавшейся в сериале актрисой основного состава.
Стефани была консультом Клиффа Барнса по связям с общественностью и параллельно крутила роман с Джей Аром. Её сюжетная линия была связана лишь с офисной политикой и персонаж не взаимодействовал с Юингами, за исключением пары сцен. В финале тринадцатого сезона Джей Ар украл записи Стефани и она исчезла из Далласа.

#### Эйприл Стивенс Юинг
Эйприл Стивенс Юинг (англ. April Stevens Ewing) — персонаж американского телесериала «Даллас». Роль Эйприл исполнила актриса Шири Дж. Уилсон в период между 1986 и 1991 годами.

##### История развития
Шири Дж. Уилсон присоединилась к актёрскому составу сериала осенью 1986 года, в ходе десятого сезона. Уилсон была приглашена на роль злодейки Эйприл после закрытия её сериала «Наша честная семья», а также на волне интереса к актрисе прессы из-за её романа с Марком Хэрмоном.
Эйприл стала весьма необычным персонажем в истории сериала, так как прошла путь от классической злодейки до ведущей положительной героини, что редко встречалось ранее на телевидении. Эйприл была типичной красивой блондинкой-злодейкой в первые два года пребывания в шоу, а в 1988 году постепенно начала позиционироваться как положительная героиня. К 1990 году персонаж окончательно стал ведущим женским героем сериала и оставался таким вплоть до последнего своего появления.
За роль Эйприл Стивенс, Уилсон четырежды номинировалась на премию «Дайджеста мыльных опер» в каждой из категорий, среди которых были «Лучшая злодейка», актриса второго плана, ведущая актриса, и, наконец, «Лучшая героиня». Само развитие персонажа также получило отклик в прессе, а в 1991 году Эйприл была отмечена премией «Дайджеста мыльных опер» за лучшую сцену смерти. Уилсон пришлось покинуть сериал из-за своей беременности в ходе съёмок четырнадцатого сезона. Сьюзан Луччи специально была приглашена на роль Хилари Тэйлор, убийцы Эйприл.

##### Сюжетные линии
Эйприл прибыла в Даллас, чтобы заявить своему бывшему мужу Джеку Юингу, что она хочет получить полагающиеся ей десять процентов его акций в «Юинг Ойл». Он, однако, назло ей продает свои акции Джейми за один доллар, и предлагает Эйприл пятьдесят центов от сделки. После смерти Джейми акции переходят к Клиффу Барнсу, в ходе чего Джей Ар хочет их заполучить. У Эйприл и Джей Ара возникает краткосрочный роман, а в ходе судебного разбирательства она наконец-то получает свои акции и становится богатой женщиной.
В 1988 году Памела Барнс попадает в страшную автокатастрофу и покидает Даллас и Бобби. Вследствие этого Эйприл и Бобби сближаются и начинают романтические отношения. В 1990 году Эйприл выходит за него замуж, но их брак был недолгим. В ходе медового месяца в Париже Эйприл похищают, а после она погибает в перестрелке, прямо на руках Бобби. Эйприл после несколько раз появляется во снах Бобби в течение четырнадцатого сезона.

#### Мишель Стивенс
Мишель Стивенс (англ. Michelle Stevens) — персонаж американского телесериала «Даллас». Роль Мишель исполнила актриса Кимберли Фостер в период между 1988 и 1991 годами.

##### История развития
Кимберли Фостер получила роль злобной Мишель Стивенс летом 1989 года. Мишель характеризовалась как классическая мыльная злодейка-блондинка, которая была введена в качестве нового врага для Джей Ара. Сама Фостер описывала свою героиню как очень умную, хитрую и коварную женщину, которая не остановится ни перед чем, чтобы добиться желаемого.

##### Сюжетные линии
Злая Мишель Стивенс прибыла в Даллас в 1989 году и завидовала богатству своей сестры Эйприл. Она решает совершить махинацию, сотрудничая с Клиффом Барнсом, и доставляет неприятности Джей Ару, пытаясь испортить его брак с Кэлли. После Мишель заполучает сына Джей Ара Джеймса Бомонта, и Джей Ар выдворяет её из Далласа.
После смерти Эйприл, Мишель возвращается в Даллас полная мести. После наследования богатства Эйприл, она покупает «Юинг Ойл», и женится на Джеймсе, к большому недовольству Джей Ара. Их брак оказывается недолгим, так как он оказывается женат на другой. После этого она продаёт пятьдесят процентов своих акций Клиффу, но жадный Клифф, воспользовавшись пьяным состоянием Мишель, женится на ней, чтобы заполучить все её акции.
Мишель исполняет свою месть за смерть сестры, убивая Хилари Тейлор в 1991 году, после чего садится в тюрьму. Джей Ар освобождает её, в обмен на её акции «Юинг Ойл». После выхода из тюрьмы она возвращается на купленное ею ранчо, но, придя туда, понимает, что Джеймс ушел от неё, и она осталась в полном одиночестве.

#### Дженна Уэйд
Дженна Уэйд (англ. Jenna Wade) — персонаж американского телесериала «Даллас». Роль Дженны первоначально исполнила приглашённая звезда Морган Фэйрчайлд в 1978 году, Франсин Такер в паре эпизодов в 1980, и наконец Присцилла Болье Пресли в период между 1983 и 1988 годами.

##### История развития
Актриса Морган Фэйрчайлд стала первой исполнительницей роли Дженны в одном из эпизодов в 1978 году. Так как Фэйрчайлд была занята в других проектах, в 1980 году Франсин Такер появилась в образе Дженны в двух эпизодах. В 1983 году продюсеры решили вернуть Дженну на постоянной основе, и предложили Морган Фэйрчайлд вернуться к роли. Фэйрчайлд наотрез отказалась играть Дженну, так как ей было неинтересно брать на себя столь малую роль, хоть и в крупном шоу, когда её карьера находилась на высоком уровне. После этого начинающая актриса Присцилла Болье Пресли смогла получить роль Дженны, и была рада игре персонажа, похожего на неё.
Исполнение роли Дженны значительно отличалось между актрисами. Фэйрчайлд играла роль как классическая красивая южная женщина, тогда как Пресли изобразила Дженну как приземлённую женщину. Пресли изначально получила второстепенную роль в седьмом сезоне и была повышена до основного состава в восьмом. Персонаж был выведен из сериала в конце одиннадцатого сезона.
В 1984 году Пресли получила премию «Дайджеста мыльных опер» за лучший дебют в прайм-тайм мыльной опере

##### Сюжетные линии
Дженна была первой настоящей любовью Бобби Юинга. Отец Дженны, Лукас Уэйд, был нефтяником и сподвижником Джока Юинга. Дженна жила на ранчо отца, которое было приблизительно в трёх милях от Саутфорка. Бобби часто ездил к ней в гости, будучи ребёнком. До того момента, когда Бобби встретил Пэм, Дженна была помолвлена с ним, но бросила его у алтаря, когда сбежала в Италию и вышла за итальянского графа. Дженна впоследствии родила дочь, Шарлотту, но так и не раскрыла правду о том, кто был её отцом.
Дженна снова возникла в жизни Бобби в 1978 году, после своего развода. Он думал, что является отцом Чарли, но Дженна отрицала это. В 1980 году Дженна вернулась в Даллас и её дружба с Бобби была возобновлена, пока Пэм отсутствовала. Бобби снова хотел быть с ней и в 1983 году их отношения возобновились, после его разрыва с Пэм. Джей Ару всегда нравилась Дженна и он поддерживал их отношения.
В 1984 году Дженна и Бобби во второй раз обручились и она снова бросила его, из-за угроз со стороны бывшего мужа. Она убила его и после была обвинена в убийстве. В 1987 году Дженна родила сына Бобби, по имени Лукас. Их отношения больше не возобновлялись и она вышла замуж за Рэя Креббса. Рэй стал отцом для её с Бобби ребёнка. В следующем году, после проблем с дочерью-подростком, Дженна отправила её в Европу, где оставила в школе-интернате. После возвращения в Даллас, Дженна решила переехать вместе с Рэем на постоянное место жительство в Швейцарию, чтобы быть вдали от Юингов.
Хотя Рэй появляется в сериале 2012 года, никакого упоминания о судьбе Дженны и Чарли в сериале не присутствует.

### Второстепенные персонажи

#### Кристин Шепард
Кристин Шепард (англ. Kristin Shepard) — персонаж американского телесериала «Даллас». Роль Кристин исполнила актриса Мэри Кросби в период между 1979 и 1981 годами на регулярной основе.

##### История развития
Первоначально роль Кристин Шепард сыграла Коллин Кэмп в двух эпизодах в 1979 году. Позже роль начала играть Мэри Кросби, которая была первым выбором продюсеров, но была занята на съёмках другого шоу.
Персонаж достиг популярности благодаря клиффхэнгеру в финале второго сезона, где неизвестная личность стреляла в Джей Ара Юинга. Зрителям пришлось ждать всё лето, чтобы узнать эту тайну. Летом 1980 года лозунг «Кто стрелял в Джей Эра?» стал одним из самых обсуждаемых в мире, а премьеру следующего сезона наблюдало рекордное количество зрителей — более 83 млн зрителей в США, что равнялось 76 процентам от населения страны. В конечном счёте было показано, что именно Кристин стреляла в Джей Ара.
В четвёртом сезоне, вскоре после того, как стало известно кто стрелял в Джей Ара, Кристин заявила о своей беременности от него. Вместо обвинений в покушении на убийство, Джей Ар выдворил её из Далласа, и пообещал посылать ей ежемесячный чек на содержание.
В конце четвёртого сезона, Кристин вернулась в Даллас и вскоре была найдена утонувшей в бассейне. Передозировка наркотиков стала причиной её смерти, когда она упала в воду. После её смерти стало известно, что отцом её ребёнка был Джефф Фарадей, а Бобби и Пэм решили усыновить её сына Кристофера.
Кросби со своей героиней появилась в спин-оффе «Далласа» — «Тихая пристань» в 1980 году. Кристин жила в Лос-Анджелесе после отъезда из Далласа и была арестована на вечеринке за хранение наркотиков. Она пыталась остаться в городе и хотела подружиться с Вэлин и Гэри, но затея оказалась неудачной и ей пришлось уехать из Лос-Анджелеса. Примечательно, что про её выстрел в Джей Ара, в сериале не упоминалось.
В 1991 году персонаж появился в финале «Далласа», который представлял собой фантазию.

#### Эфтон Купер
Эфтон Купер (англ. Afton Cooper) — персонаж американского телесериала «Даллас». Роль Эфтон исполнила актриса Одри Ландерс в период между 1981 и 1984 годами на регулярной основе.

##### История развития
Актриса и певица Одри Ландерс получила роль Эфтон в середине 1981 года. Вплоть до 1984 года персонаж занимал важное место в сериале, прежде чем покинуть его. Ландерс после вернулась к роли в конце двенадцатого сезона и в течение пяти эпизодов снова играла Эфтон. После она была важной частью телефильма 1996 года «Даллас: Джей Ар возвращается», где воссоединилась с другими основными актёрами сериала.
В 2013 году Одри Ландерс вернулась к роли Эфтон в одном из эпизодов второго сезона возрождённого сериала. Ландерс после вернулась к роли в третьем сезоне сериала в 2014 году.

##### Сюжетные линии
Эфтон впервые появляется в Далласе в 1981 году и является сестрой Митча Купера, мужа Люси Юинг. Её сразу привлекает Джей Ар Юинг, и вскоре они уже оказываются в постели. Он дает ей работу певицы в баре, где она знакомится с Клиффом Барнсом. У них начинаются романтические отношения, но Эфтон считает, что Клифф всегда будет неудачником, а она любит деньги. Эфтон хочет Джей Ара, а он лишь использует её в личных целях. Клифф в итоге теряет интерес к Эфтон и возобновляет отношения с Сью Эллен, после её развода с Джей Аром. Эфтон, однако, понимает, что любит Клиффа и однажды спасает его от самоубийства.
В 1985 году Эфтон родила Памелу Ребекку Барнс, дочь Клиффа, которую она от него скрывала. Она впервые появилась в двенадцатом сезоне оригинального сериала, где Эфтон последний раз была в Далласе. Позже Эфтон была одним из главных героев телефильма 1996 года «Даллас: Джей Ар возвращается», вместе с Памелой.
В 2013 году Эфтон неожиданно вернулась в Даллас, когда её дочь находилась на грани жизни и смерти. Памела была беременна двойней и потеряла детей из-за травмы, а Эфтон навестила её в больнице.

#### Кэтрин Вентворт
Кэтрин Вентворт (англ. Katherine Wentworth) — персонаж американского телесериала «Даллас». Роль Кэтрин исполнила актриса Морган Бриттани в период между 1981 и 1985 годами на регулярной основе.

##### История развития
Когда продюсеры искали актрису на роль сумасшедшей Кэтрин, сестры Памелы Барнс Юинг, у них не было какого-либо плана насчёт внешности и характера персонажа. Морган Бриттани пришла на прослушивание и получила два листа бумаги с репликами, после чего, внеся комедийно-саркастические ноты, получила роль, обойдя десятки конкуренток.
Кэтрин прибывает в Даллас осенью 1981 года и сразу становится нарушителем спокойствия для своей сводной сестры по матери, Памелы. Кэтрин хочет заполучить её мужа, Бобби Юинга, и в итоге расстраивает их брак, однако первая любовь Бобби, Дженна Уэйд, портит её планы. Кэтрин безуспешно пытается подкупить Дженну, а после находит её бывшего мужа, чтобы с его помощью разлучить их с Бобби. Затем Кэтрин решает закрутить роман с Джей Аром, с той же целью, но он решает её шантажировать этим. Кэтрин в итоге решает убить Бобби, стреляя в него, но он лишь лишается зрения и остаётся жив.
После первой неудачной попытки убить Бобби, Кэтрин решает расправиться с ним путём введения смертельной инъекции, пока он восстанавливается в больнице. Она позже была арестована за покушение на убийство, но вскоре была освобождена под залог и сбегает в Европу. Даже издалека она продолжает портить ему жизнь, нанимая киллера, который подставляет Дженну. В 1987 году Кэтрин возвращается в Даллас и видит, что Бобби снова с Пэм. Кэтрин ещё раз решает убить его, сбив машиной, однако и сама погибает в аварии. Позже было выявлено, что это все было сном и Бобби не умирал, а Кэтрин в итоге последний раз появляется на экранах осенью 1987 года.
Неизвестно, что происходило с персонажем в последующие годы, но в 2013 году, в эпизоде «Ewings Unite!» обновлённого сериала, кратко говорится о смерти Кэтрин.

### Остальные персонажи
- Уиллард «Диггер» Барнс (Дэвид Уэйн и Кинан Уинн) — отец Пэм и Клиффа, который страдал от алкоголизма на протяжении многих лет. Заклятый враг Джока и первая любовь Мисс Элли.
- Гарнисон «Гэри» Юинг (Дэвид Акройд и Тэд Шакелфорд — средний сын Мисс Элли и Джока и отец Люси. Гэри является основным героем в спинн-офе «Далласа» «Тихая пристань».
- Вэлин Юинг (Джоан Ван Арк) — жена Гэри и мать Люси. Вэлин является главной героиней сериала «Тихая пристань».
- Шарлотта «Чарли» Уэйд (Лори Линн Майерс и Шэлейн МакКолл) — дочь Дженны.
- Патриция Шепард (Марта Скотт) — мать Сью Эллен и Кристин, которая любит деньги.
- Аманда Льюис Юинг (Лесли Вудс и Сьюзан Френч) — первая жена Джока, страдающая психическими отклонениями.
- Митчелл «Митч» Купер (Ли Макклоски) — муж Люси.
- Ребекка Барнс Вентворт (Присцилла Пойнтер) — мать Пэм, Клиффа и Кэтрин.
- Герберт Вентворт (Джон Мартин) — второй и богатый муж Ребекки.
- Арлисса Купер (Энн Фрэнсис) — мать Эфтон и Митча, тёща Люси.
- Лилиан Троттер (Кейт Рид) — тётя Рэя.
- Майкл «Микки» Троттер (Тимоти Патрик Мёрфи) — младший двоюродный брат Рэя.
- Линда Фэрлоу (Мелоди Андерсон) — жена Дасти.
- Леди Джессика Молтфорд (Алексис Смит) — сумасшедшая сестра-преступница Клейтона и биологическая мать Дасти.
- Сенатор Эндрю Даулинг (Джим Макмаллан) — третий муж Донны.
- Дон Локвуд (Иэн МакШейн) — режиссёр, за которого выходит замуж Сью Эллен.
- Памела Ребекка Купер (Дженна Пэнгбёрн) — дочь Эфтон и Клиффа.
- Ванесса Бомонт (Гейл Ханникат) — мать Джейма и бывшая любовница Джей Ара.
- Эми Стивенс (Кей Кэллан) — мать Эйприл и Мишель.
- Джули Грэй (Тина Луиз) — первый секретарь Джей Ара, а также любовница.
- Лиз Крейг (Барбара Бэбкок) — босс Пэм в магазине.
- Лейна Ли (Мэг Галлахер) — третий секретарь Джей Ара.
- Джордан Ли (Дон Старр) — политик.
- Мэрили Стоун (Ферн Фитцджеральд) — деловой партнёр Юингов.
- Джеки Дуган (Шеррил Линн Реттино) — коллега Пэм в магазине и позже секретарь Клиффа.
- Лесли Стюарт (Сьюзан Флэннери) — общественный агент и одна из любовниц Джей Ара.
- Филлис Уопнер (Дебора Трэнелли) — второй секретарь Бобби.
- Слай Ловенгер (Дебора Реннард) — четвёртый, и самый преданный секретарь Джей Ара.
- Тереза (Розанна Кристиансен) — горничная на ранчо Юингов.
- Питер Ричардс (Кристофер Аткинс) — молодой любовник Сью Эллен.
- Мэнди Уингер (Дебора Шелтон) — модель и одна из многочисленных любовниц Джей Ара.
- Бетти (Кэтлин Йорк) — подруга Эдди.
- Эдди Кронин (Фредрик Лене) — любовник Люси.
- Грейс Ван Оуэн (Мерет Ван Камп) — правая рука Анджелики, которая ею же и была убита.
- Николас (Джордж Чакирис) — помощник Анджелики, который ею же и был убит.
- Мэтт Кантрелл (Марк Сингер) — старый друг Бобби.
- Бен Стивенс / Уэс Пармел (Стив Форрест) — самозванец, выдающий себя за Джока.
- Кимберли Крайдер (Ли Тейлор-Янг) — красивая молодая жена влиятельного нефтяника из Техаса, которая изменяла ему с Джей Аром.
- Кей Ллойд (Карен Копинс) — первая женщина, с которой встречался Бобби после потери Рэм.
- Трейси Лоутон Маккей (Бет Туссэн (1988-89) и Мелинда Кларк (2014)[45]) — дочь Картера Маккея, которая начинает непродолжительные отношения с Бобби.
- Хиллари Тейлор (Сьюзан Луччи) — сумасшедшая, которая убивает Эйприл во время её медового месяца с Бобби.
- Линн де ла Вега (Барбара Иден) — мстительная женщина из прошлого Джей Ара.